# Смешанная парная сборная Греции по кёрлингу
Смешанная парная сборная Греции по кёрлингу — смешанная национальная сборная команда (составленная из одного мужчины и одной женщины), представляет Грецию на международных соревнованиях по кёрлингу. Управляющей организацией выступает Ассоциация кёрлинга Греции (греч. Ελληνική Ομοσπονδία Κέρλινγκ, англ. Hellenic Curling Association).

## Результаты выступлений

### Чемпионаты мира
| Год       | Игры           | Победы         | Поражения      | Место          | Состав (женщина, мужчина, тренер)                                      |
| --------- | -------------- | -------------- | -------------- | -------------- | ---------------------------------------------------------------------- |
| 2008—2018 | не участвовали | не участвовали | не участвовали | не участвовали | не участвовали                                                         |
| 2019      | 7              | 1              | 6              | 39             | Eleni Zacharia, Alexandros Arampatzis, Efstratios Kokkinellis (тренер) |

(данные отсюда:)

### Квалификационные турниры кчемпионатам мира
| Год       | Место | Игры | Победы | Поражения | Состав (женщина, мужчина, тренер)           |
| --------- | ----- | ---- | ------ | --------- | ------------------------------------------- |
| 2024/2025 | 22    | 6    | 2      | 4         | Alexandra Radounikli, Alexandros Arampatzis |